# Ямской рынок
Ямской рынок — рынок в Санкт-Петербурге. Расположен в Центральном районе на улице Марата, 53.

## История
Ямской рынок между улицами Марата, Боровой и Разъезжей был построен в 1817—1819 годах по проекту архитектора Василия Стасова. У треугольного в плане здания есть внутренний двор. Архитектор отступил от обычной схемы украшения фасада торговых рядом, использовав колоннады дорического ордера вместо открытых аркад. Горизонталь цокольного этажа оживлена окнами подвалов, а на галерее расположены железные перила с решётками. Название рынок получил в честь находившейся здесь Ямской слободы. Решение о строительстве здания было принято на основании того, что площадь и так была занята торговлей, но проходившей в антисанитарных условиях.
Внутри находились изолированные лавки, позднее между ними были пробиты проёмы. В части подвалов сохранились коробовые своды.
Здесь существовало 28 лавок, которые, в основном, торговали мясом (поэтому рынок иногда называли Мясным).
После 1920-х годов продовольственная торговля в помещениях рынка была прекращена, в здании разместились различные учреждения. Здесь был завод по производству торгового оборудования, потом здание стало складом. В 1960-х годах в здании рынка был открыт комиссионный мебельный магазин.
На рынке, со стороны Боровой улицы, снимался один из эпизодов фильма «Собачье сердце», где профессор с куском «краковской» выходит с рынка и встречается с Шариком, сидящим напротив в подворотне. Здание также встречается в фильме «О бедном гусаре замолвите слово», многосерийной эпопее «Рождённая революцией» и фильме «Ларец Марии Медичи».
В советское время здание было покрашено в сине-серый цвет, исторические цвета были возвращены в 2010-е годы. В 2011 году над зданием была построена незаконная мансарда, к 2014 историческая высота здания была в целом восстановлена. В 2021 году арендатор здания отказался от права на аренду.